# 真·三國無雙系列角色列表
此為真·三國無雙角色列表。列表會列出真·三國無雙内可使用的角色，身高與年齡是無雙3、無雙4、無雙5、無雙6的資料都是源於公式設定資料集和遊戲的資料。
以下記載中，登場作品和武器的括號里的數字為第幾代作品，以及 M 表示為猛將傳；E 為帝王傳；S 為 Special；MR 為（MR2 為5代產品）；N 為真·三國無雙 Next；V 為真·三國無雙 VS（N 和 V 的初代均為6代）。各武将角色分别隶属于“魏”、“吳”、“蜀”、“晋（自六代开始设立）”以及“他（群雄）”势力。
另外，本系列旁白除起源以外的作品皆由增谷康紀兼任（同關羽、魏延配音），而起源由川島零士兼任；八代中文版旁白則由寶木中陽兼任（同魏延配音）。

## 角色設計設定者
真·三國無雙4以前的角色都是由諏訪原寬幸設計和設定，而真·三國無雙5之後的角色設計和設定者是龜井亮太等內部小組。

## 历代登场统计
| 角色     | 势力   | 1  | 2/2M | 3/3M/3E | 4/4M/4E | 5  | 5S/5E | 6  | 6M | 6E | 7  | 7M | 7E | 英傑傳 | 8/8E | O  |
| -------- | ------ | -- | ---- | ------- | ------- | -- | ----- | -- | -- | -- | -- | -- | -- | ------ | ---- | -- |
| 趙雲     | 蜀     | 是 |      |         |         |    |       |    |    |    |    |    |    |        |      |    |
| 關羽     | 蜀     | 是 |      |         |         |    |       |    |    |    |    |    |    |        |      |    |
| 張飛     | 蜀     | 是 |      |         |         |    |       |    |    |    |    |    |    |        |      |    |
| 諸葛亮   | 蜀     | 是 |      |         |         |    |       |    |    |    |    |    |    |        |      |    |
| 劉備     | 蜀     | 是 |      |         |         |    |       |    |    |    |    |    |    |        |      |    |
| 馬超     | 蜀     | 是 | 否   |         |         |    |       |    |    |    |    |    |    |        |      |    |
| 黃忠     | 蜀     | 是 | 否   |         |         |    |       |    |    |    |    |    |    |        |      |    |
| 姜維     | 蜀     | 是 | 否   | 是      | 否      |    |       |    |    |    |    |    |    |        |      |    |
| 魏延     | 蜀     | 否 | 是   | 否      |         |    |       |    |    |    |    |    |    |        |      |    |
| 龐統     | 蜀     | 否 | 是   |         |         |    |       |    |    |    |    |    |    |        |      |    |
| 月英     | 蜀     | 否 | 是   | 否      | 是      |    |       |    |    |    |    |    |    |        |      |    |
| 關平     | 蜀     | 否 | 否   | 否      | 是      | 否 |       |    |    |    |    |    |    |        |      |    |
| 星彩     | 蜀     | 否 | 是   | 否      | 是      | 否 |       |    |    |    |    |    |    |        |      |    |
| 馬岱     | 蜀     | 否 | 否   | 否      | 否      | 否 | 否    | 是 | 否 |    |    |    |    |        |      |    |
| 關索     | 蜀     | 否 | 否   | 否      | 否      | 否 | 否    | 是 | 否 | 是 | 否 |    |    |        |      |    |
| 鮑三娘   | 蜀     | 否 | 否   | 否      | 否      | 否 | 否    | 是 | 否 | 是 | 否 |    |    |        |      |    |
| 劉禪     | 蜀     | 否 | 否   | 否      | 否      | 否 | 否    | 是 | 否 | 是 | 否 |    |    |        |      |    |
| 徐庶     | 蜀     | 否 | 是   |         |         |    |       |    |    |    |    |    |    |        |      |    |
| 關銀屏   | 蜀     | 否 | 否   | 否      | 否      | 否 | 否    | 否 | 否 | 否 | 是 | 是 | 是 | 是     | 是   | 否 |
| 關興     | 蜀     |    |      |         |         |    |       |    |    |    |    |    |    |        |      |    |
| 張苞     | 蜀     |    |      |         |         |    |       |    |    |    |    |    |    |        |      |    |
| 法正     | 蜀     | 否 | 是   | 否      |         |    |       |    |    |    |    |    |    |        |      |    |
| 周倉     | 蜀     | 否 | 否   | 否      | 否      | 否 | 否    | 否 | 否 | 否 | 否 | 否 | 否 | 否     | 是   |    |
| 夏侯姬   | 蜀     | 否 | 否   | 否      | 否      | 否 | 否    | 否 | 否 | 否 | 否 | 否 | 否 | 否     | 是   | 否 |
| 夏侯惇   | 魏     | 是 | 是   | 是      | 是      | 是 | 是    | 是 | 是 | 是 | 是 | 是 | 是 | 是     | 是   | 是 |
| 典韋     | 魏     |    |      |         |         |    |       |    |    |    |    |    |    |        |      |    |
| 張遼     | 魏     |    |      |         |         |    |       |    |    |    |    |    |    |        |      |    |
| 曹操     | 魏     |    |      |         |         |    |       |    |    |    |    |    |    |        |      |    |
| 許褚     | 魏     |    |      |         |         |    |       |    |    |    |    |    |    |        |      |    |
| 夏侯淵   | 魏     |    |      |         |         |    |       |    |    |    |    |    |    |        |      |    |
| 徐晃     | 魏     | 否 | 是   | 是      | 是      | 是 | 是    | 是 | 是 | 是 | 是 | 是 | 是 | 是     | 是   | 是 |
| 張郃     | 魏     |    |      |         |         |    |       |    |    |    |    |    |    |        |      |    |
| 甄姬     | 魏     |    |      |         |         |    |       |    |    |    |    |    |    |        |      |    |
| 曹仁     | 魏     | 否 | 是   | 否      |         |    |       |    |    |    |    |    |    |        |      |    |
| 曹丕     | 魏     | 否 | 否   | 否      | 是      | 否 |       |    |    |    |    |    |    |        |      |    |
| 龐德     | 魏     | 是 | 否   | 是      | 否      | 是 | 否    |    |    |    |    |    |    |        |      |    |
| 賈詡     | 魏     | 否 | 否   | 否      | 否      | 否 | 否    | 是 |    |    |    |    |    |        |      |    |
| 蔡文姬   | 魏     | 是 | 否   | 是      | 否      |    |       |    |    |    |    |    |    |        |      |    |
| 郭嘉     | 魏     | 否 | 否   | 否      | 否      | 否 | 否    | 否 | 是 |    |    |    |    |        |      |    |
| 王異     | 魏     | 是 | 否   | 是      | 否      |    |       |    |    |    |    |    |    |        |      |    |
| 樂進     | 魏     | 否 | 否   | 否      | 否      | 否 | 否    | 否 | 否 | 否 | 是 | 是 | 是 | 是     | 是   | 是 |
| 李典     | 魏     |    |      |         |         |    |       |    |    |    |    |    |    |        |      |    |
| 于禁     | 魏     | 否 | 是   |         |         |    |       |    |    |    |    |    |    |        |      |    |
| 荀彧     | 魏     | 否 | 是   |         |         |    |       |    |    |    |    |    |    |        |      |    |
| 滿寵     | 魏     | 否 | 否   | 否      | 否      | 否 | 否    | 否 | 否 | 否 | 否 | 否 | 否 | 否     | 是   | 否 |
| 荀攸     | 魏     | 否 | 否   | 否      | 否      | 否 | 否    | 否 | 否 | 否 | 否 | 否 | 否 | 否     | 是   |    |
| 曹休     | 魏     | 否 | 否   | 否      | 否      | 否 | 否    | 否 | 否 | 否 | 否 | 否 | 否 | 否     | 是   | 否 |
| 周瑜     | 吳     | 是 | 是   | 是      | 是      | 是 | 是    | 是 | 是 | 是 | 是 | 是 | 是 | 是     | 是   | 是 |
| 陸遜     | 吳     | 是 | 否   |         |         |    |       |    |    |    |    |    |    |        |      |    |
| 孫尚香   | 吳     | 是 |      |         |         |    |       |    |    |    |    |    |    |        |      |    |
| 太史慈   | 吳     | 是 |      |         |         |    |       |    |    |    |    |    |    |        |      |    |
| 孫堅     | 吳     | 是 |      |         |         |    |       |    |    |    |    |    |    |        |      |    |
| 甘寧     | 吳     | 是 |      |         |         |    |       |    |    |    |    |    |    |        |      |    |
| 呂蒙     | 吳     | 是 |      |         |         |    |       |    |    |    |    |    |    |        |      |    |
| 孫權     | 吳     | 是 |      |         |         |    |       |    |    |    |    |    |    |        |      |    |
| 孫策     | 吳     | 否 | 是   | 是      | 是      | 是 | 是    | 是 | 是 | 是 | 是 | 是 | 是 | 是     | 是   | 是 |
| 黃蓋     | 吳     | 否 | 是   | 是      | 是      | 是 | 是    | 是 | 是 | 是 | 是 | 是 | 是 | 是     | 是   | 是 |
| 大喬     | 吳     | 否 | 是   | 否      | 是      | 否 |       |    |    |    |    |    |    |        |      |    |
| 小喬     | 吳     | 是 | 否   |         |         |    |       |    |    |    |    |    |    |        |      |    |
| 周泰     | 吳     | 否 | 是   |         |         |    |       |    |    |    |    |    |    |        |      |    |
| 凌統     | 吳     | 否 | 是   |         |         |    |       |    |    |    |    |    |    |        |      |    |
| 丁奉     | 吳     | 否 | 否   | 否      | 否      | 否 | 否    | 是 | 否 | 是 | 否 |    |    |        |      |    |
| 練師     | 吳     | 是 | 否   |         |         |    |       |    |    |    |    |    |    |        |      |    |
| 魯肅     | 吳     | 否 | 否   | 否      | 否      | 否 | 否    | 否 | 否 | 否 | 是 | 是 | 是 | 是     | 是   | 是 |
| 韓當     | 吳     |    |      |         |         |    |       |    |    |    |    |    |    |        |      |    |
| 朱然     | 吳     | 否 | 是   | 否      |         |    |       |    |    |    |    |    |    |        |      |    |
| 程普     | 吳     | 否 | 否   | 否      | 否      | 否 | 否    | 否 | 否 | 否 | 否 | 否 | 否 | 否     | 是   | 是 |
| 徐盛     | 吳     | 是 | 否   |         |         |    |       |    |    |    |    |    |    |        |      |    |
| 司馬懿   | 晉     | 是 | 否   |         |         |    |       |    |    |    |    |    |    |        |      |    |
| 司馬師   | 晉     | 否 | 否   | 否      | 否      | 否 | 否    | 是 | 是 | 是 | 是 | 是 | 是 | 是     | 是   | 否 |
| 司馬昭   | 晉     |    |      |         |         |    |       |    |    |    |    |    |    |        |      |    |
| 王元姬   | 晉     |    |      |         |         |    |       |    |    |    |    |    |    |        |      |    |
| 鄧艾     | 晉     | 是 | 是   | 是      | 是      | 是 | 是    | 否 | 是 | 否 |    |    |    |        |      |    |
| 諸葛誕   | 晉     | 否 |      |         |         |    |       |    |    |    |    |    |    |        |      |    |
| 郭淮     | 晉     | 否 |      |         |         |    |       |    |    |    |    |    |    |        |      |    |
| 鍾會     | 晉     | 否 |      |         |         |    |       |    |    |    |    |    |    |        |      |    |
| 夏侯霸   | 晉     | 否 |      |         |         |    |       |    |    |    |    |    |    |        |      |    |
| 張春華   | 晉     | 否 | 否   | 否      | 否      | 否 | 否    | 否 | 否 | 否 | 是 | 是 | 是 | 否     |      |    |
| 賈充     | 晉     | 否 |      |         |         |    |       |    |    |    |    |    |    |        |      |    |
| 文鴦     | 晉     | 否 |      |         |         |    |       |    |    |    |    |    |    |        |      |    |
| 辛憲英   | 晉     | 否 | 否   |         |         |    |       |    |    |    |    |    |    |        |      |    |
| 貂蟬     | 他     | 是 | 是   | 是      | 是      | 是 | 是    | 是 | 是 | 是 | 是 | 是 | 是 | 是     | 是   | 是 |
| 呂布     | 他     |    |      |         |         |    |       |    |    |    |    |    |    |        |      |    |
| 董卓     | 他     |    |      |         |         |    |       |    |    |    |    |    |    |        |      |    |
| 張角     | 他     | 是 | 否   | 是      |         |    |       |    |    |    |    |    |    |        |      |    |
| 袁紹     | 他     | 是 |      |         |         |    |       |    |    |    |    |    |    |        |      |    |
| 孟獲     | 他     | 否 | 是   | 是      | 是      | 否 | 是    | 否 | 是 | 否 |    |    |    |        |      |    |
| 祝融     | 他     | 否 | 是   |         |         |    |       |    |    |    |    |    |    |        |      |    |
| 左慈     | 他     | 否 | 是   | 否      | 是      |    |       |    |    |    |    |    |    |        |      |    |
| 陳宮     | 他     | 否 | 否   | 否      | 否      | 否 | 否    | 否 | 否 | 否 | 否 | 是 | 是 | 是     | 是   | 是 |
| 呂玲綺   | 他     | 是 | 是   | 是      | 是      | 否 |       |    |    |    |    |    |    |        |      |    |
| 董白     | 他     | 否 | 否   | 否      | 否      | 否 | 否    | 否 | 否 | 否 | 否 | 否 | 否 | 否     | 是   | 否 |
| 華雄     | 他     | 是 |      |         |         |    |       |    |    |    |    |    |    |        |      |    |
| 袁術     | 他     | 是 |      |         |         |    |       |    |    |    |    |    |    |        |      |    |
| 伏羲     | 不適用 | 否 | 是   | 否      | 否      | 否 | 否    | 否 | 否 | 否 | 否 | 否 | 否 | 否     | 否   | 否 |
| 女媧     | 不適用 |    |      |         |         |    |       |    |    |    |    |    |    |        |      |    |
| 黎霞     | 不適用 | 否 | 否   | 否      | 否      | 否 | 否    | 否 | 否 | 否 | 否 | 否 | 否 | 是     | 否   | 否 |
| 雷斌     | 不適用 |    |      |         |         |    |       |    |    |    |    |    |    |        |      |    |
| 無名     | 不適用 | 否 | 是   |         |         |    |       |    |    |    |    |    |    |        |      |    |
| 朱和     | 不適用 | 否 | 是   |         |         |    |       |    |    |    |    |    |    |        |      |    |
| 元化     | 不適用 | 否 | 是   |         |         |    |       |    |    |    |    |    |    |        |      |    |
| 白鸞     | 不適用 | 否 | 是   |         |         |    |       |    |    |    |    |    |    |        |      |    |
| 合计人数 |        | 28 | 41   | 42      | 48      | 41 | 42    | 62 | 65 | 66 | 77 | 82 | 83 | 64     | 94   | 47 |

1. ↑  周仓于先行登场。
2. 1 2 3 4  夏侯姬、董白、華雄、袁術4人在8代是特殊的NPC，是需要購買額外的DLC後，方可解鎖操控。
3. ↑  司馬懿在5代以前均歸入魏勢力，6代以後歸入晉勢力。

## 魏（計23人）
代表色為蓝色。圖騰是鳳凰。
夏侯惇【元譲】

CV：中井和哉
武器：朴刀（1-4代、6代進化版、7-8代、起源）、狼牙棒（5代）、刀（6代）

能力：無影腳

通稱：『單眼的將星』&『獨眼冷觀亂世春秋』&『全心支持霸業的單眼將星』

西漢開國功臣之夏侯嬰的後代子孫，夏侯淵之從兄。

武勇皆優的單眼將軍。呂布部下曹性以箭射中他的左眼令夏侯惇失去了左眼，而有「盲夏侯」之稱。

主君曹操的從兄弟，超越君臣之間的信任關係。稱呼曹操為「孟德」（以字稱）。

是名冷靜沉著的將領，作為一介武人，有著一流的武藝。

為回應曹操的信賴，支持其霸業，投身於戰場之上。

被呂布嗆說「曹操的狗。」
典韋

CV：中井和哉

武器：手斧（1-4代、6-8代）、鐵球（5代）

能力：旋風

通稱：『勇猛的忠義』&『一身忠義，耀於黎明』&『勇猛的忠義，向亂世的黎明怒吼』

曹操之護衛，因身懷怪力與魁偉風貌，將其稱為古代豪傑「惡來」。

表字不詳。袁闊成評書稱其字洪飛，粗暴的外表下與外觀迥異，有著比常人強烈的忠節。

在宛城為了保護曹操而被賈詡設計殺死。

後人將其與張遼、許褚並稱「雄武壯烈」。
張遼【文遠】

CV：木下尚紀（1代）→ 田中大文

武器：鉤鐮刀（1-4代）、雙戟（5-8代、起源）

能力：旋風

通稱：『無與倫比的利刃』&『青龍騰飛戰亂之天』&『无与伦比之刃，追求的是大武』

曹魏五子良將之首。原為聶壹後人，因避怨而改姓。

以「吾」自稱，與故主呂布、好友關羽有著親厚的信賴關係。

曾和陳宮擔任呂布的左右手，呂布敗死後歸順曹操。

以冷靜沉著及明確的判斷力掌握戰場的趨勢。

為人重義，即使對敵人也是不忘禮儀的大將。

在合肥之戰以八百精兵勇戰孫權十萬大軍（威震逍遙津），使得孩童聞張遼之名則停止哭泣（張遼止啼）。

被曹丕評價為「古之召虎。」，並且與李典合稱為「國之爪牙。」
曹操【孟德】

CV：岸野幸正（1-8代）、阿座上洋平（起源）

武器：將劍（1-5代、7-8代）、刀（6代）

能力：無影腳

通稱：『蒼紫霸道』&『眼露雄心，爭皇天霸業』&『蒼紫霸道，開拓混迷時代』

以「孤」自稱，之後的魏王。人稱「亂世之奸雄」。集政治家、軍事家、文學家於一身。

擁有充分的判斷力、決斷力。參加黃巾討伐軍時已嶄露頭角。

後更統一混亂的中原紛擾，慢慢於中原鞏固地盤，建立起魏國的基盤。

是名野心家與合理主義者，性格多變、猜忌。

時為寬宏大量的明君，時為苛刻獨裁的霸王，時而面示他人嚴苛態度，使周遭人陷入恐怖之中。

著有兵法書，喜好吟詩（橫槊賦詩），為文武兼通之才。後被兒子曹丕追尊為魏武帝。
許褚【仲康】

CV：吉水孝宏

武器：碎棒

能力：旋風

通稱：『純真的武士』&『其心純如幼子，其力大若無雙』

曹操之護衛，身體肥胖雄偉。以龐大的身軀守護在曹操身旁。

為人忠肝義膽，大方的行事風格與天真無邪的個性感染了周遭的人，總是能緩和四周氣氛。

以「偶」自稱，個性不似武士，十分悠哉。與徐晃、張郃合稱「綠袍隊」。

另一方面在戰場上衝鋒陷陣時，因作戰有如猛虎般，被稱為「虎痴」。

曹操稱讚其「吾之樊噲。」

與蜀漢之趙雲、孫吳之周泰合稱「國之勇將」。
夏侯淵【妙才】

CV：徳山靖彦

武器：刀（1-2代、5代）、鞭（3-4代、8代）、弓（MR系列、6代）、鞭箭弓（7代、8代DLC）

能力：旋風

通稱：『爽朗的鬥將』&『刮起一陣旋風的鬥將』&『親切的鬥將』

西漢開國功臣之夏侯嬰的後代子孫，以「大爺」自稱。

夏侯惇之從弟。夏侯覇之父。曹操舉兵時加入，為獨當一面的戰將。

以急襲著稱且弓術優秀。對同伴友善，對敵人則嚴苛。

以「惇兄」來稱呼夏侯惇。

姪女成為張飛的妻子，故與對方有遠親的關係。

在定軍山之戰中被黃忠殺死。
徐晃【公明】

CV：山本圭一郎

武器：大斧（2-4代、6代進化版、7-8代）、戟（5-6代）

能力：旋風

通稱：『廉直的武將』&『廉直的武之魂、奔騰巔峰』

曹魏五子良將之一。智勇雙全，被曹操譽為「可與孫武匹敵的武將。」，有周亞夫之風。

以「吾」自稱，原為楊奉麾下，曾保駕護送漢獻帝回京，後歸順曹操。

為人廉潔，對武藝的登峰造極如痴般地追求。對武德兼備的關羽甚為敬重。

與許褚、張郃合稱「綠袍隊」。
張郃【儁乂】

CV：幸野善之

武器：鉤爪（2-4代、6-7代、8代DLC）、槍（5代）、飛鏢（8代）

能力：輕功

通稱：『燦爛的鬥士』&『絢麗的武士』

曹魏五子良將之一。與許褚、徐晃合稱「綠袍隊」。

具備紳士般的氣度及誘人魅力的武者。

不只擅長武藝，也有喜好讀書及音樂的優雅一面。

原為袁紹部下，在官渡之戰認為曹操才是名主而歸降，被曹操譽為「韓信歸漢」。

外表妖艶華麗，常帶著蝴蝶形象。喜歡將「美麗」掛在嘴邊。

其武技之所以華麗，乃將戰術、藝術、美學集於一身，具有獨特的美感。

其軍事才能令劉備和諸葛亮為之忌憚。
曹仁【子孝】

CV：江川央生

武器：牙壁（3-4代、6代進化版、7代）、戟（5代）、鎖分铜（6代、8代）

能力：旋風

通稱：『沈著的盾』&『沉著如城壁的武士』

曹操之從兄弟，以「吾」自稱。

與夏侯惇、夏侯淵同為曹操舉兵時的曹氏家將。

武藝精通，受曹操信任。擅長保衛戰，在樊城之戰有傑出的表現。

身上穿著厚重裝甲（8代捨棄），是一位沈默寡言的武將。

是個有禮貌溫和的人物，不好爭鬥，祈求終結亂世而勇赴戰場。
曹丕【子桓】

CV：神奈延年

武器：雙刃劍（4代、7-8代）、劍（5代）、雙劍（6代）

能力：轉身

通稱：『伶俐的次代继承人』&『繼承霸業的聰慧帝王』&『伶俐的次代繼承人，獨行霸業之道』

魏文帝，曹操之子。甄姫之夫。魏國的開國皇帝。

繼承其父的霸道偉業，開闢曹魏輝煌未來之次代霸王，性格冷酷高傲，冷靜地審時度勢。

善击剑骑射，好博弈弹棋，同時也博览经传，通晓诸子百家学说。可谓文武兼备。

自幼好文學，詩、賦等皆有成就，尤擅長於五言詩，著有《典論》，是中國文學史上第一部有系統的文學批評專論作品。
甄姬

CV：住友優子

武器：笛（2-4代、6-7代、8代DLC）& 多節鞭（5代、8代）

能力：輕功

通稱：『雅丽之花』&『常伴曹丕的紅花』&『雅麗之花，盛開於次代之旁』

魏文昭皇后。曹操之媳婦，曹丕之妻。冰肌玉膚、花容月貌的傾城美女，左眼角下有涙痣。

曾是袁紹次子袁熙的妻子。曹操攻陷冀州之際，被曹丕納為妻。

是名喜愛高雅音樂的冰山美人，具备不谄媚他人的凛然之美与高风亮节的高贵节操。

戰場上對敵人經常使用命令的口吻。

深愛著丈夫曹丕，並為曹丕的優秀而自豪，經常與黃月英互相爭辯「誰的丈夫更優秀」。
蔡文姬

CV：吉川未来

武器：多節鞭（5E、8代）、箜篌（6-7代）、二胡（MR2）

能力：輕功

通稱：『憂愁的才女』&『命運坎坷的才女』

東漢議郎蔡邕之女。本名蔡琰，字昭姬，為避司馬昭諱而稱文姬。

精通音律，被譽為才女。

董卓亂京後，流落至匈奴，嫁予南匈奴左賢王。後被曹操以重金贖回，稱為「文姬歸漢」。
賈詡【文和】

CV：石川英郎

武器：鎖鎌

能力：輕功

通稱：『洞悉先機的男子』&『善於算計的男人』

曹操重要謀士。獨步於亂世的策略家。

曾仕官董卓、李傕、段煨、張繡，是一名深沉狡詐的軍師。

宛城被攻破後投降曹操。精於計算，為人圓滑，實際想法令人難以捉摸。
龐德【令明】

CV：森田成一

武器：雙戟（4代）、狼牙棒（6代進化版、7-8代）

能力：旋風

通稱：『無所動搖的士魂』&『無法撼動的武將之魂』&『忠節之魂，以武銘志』

原本是馬騰、馬超父子的手下。

曾在張魯帳下擔任客將，後歸降曹操。武藝可匹敵曹魏五子良將。

以「吾」自稱，態度冷靜、不激情，意志極為堅定，自稱為「士」，一旦下決心便會堅持到底。

後在樊城之戰敗於關羽，寧死不降被斬殺。
王異

CV：桑島法子

武器：筆架叉（6代進化版、7代）、峨嵋刺（7代進化版、8代DLC）、圈（8代）

能力：輕功

通稱：『為復仇而綻放的妖花』

漢中豪族・王氏之女。

一族幾被西涼馬超所滅，立誓向其復仇，成為魏國參謀。

外貌美艶性格沈默，為魏國的妖花，有十分好的酒量。
郭嘉【奉孝】

CV：三宅淳一（6M至7E）→ 神原大地

武器：打球棍（6代進化版、7代）、棍（8代）、劍（起源） 

能力：輕功

通稱：『享樂的才子』

曹操重要謀士。決勝千里之外的軍師。

原仕袁紹，見其難成大業離去，被荀彧推薦予曹操。

擁有算無遺策的洞察力，計謀深得曹操的讚賞。

態度柔和，臉上總掛著微笑。

外表俊美擁有不凡氣質，是名喜愛享受美酒和女色的一代才子。
樂進【文謙】

CV：伊藤健太郎

武器：雙鉤（7代、8代DLC）、雙鞭（8代）、槍（起源）

能力：輕功

通稱：『恐怖至極的先鋒隊長』&『疾风、纵横无尽的冲刺队长』

曹魏五子良將之一。早年和李典一起加入曹操軍隊。

擔任曹操的帳下吏，在軍隊中總擔任先鋒大將，並身經百戰。

以「吾」自稱，雖然身材短小且文靜，卻有高度靈活輕巧的體能。

和周泰一樣身上都有疤痕。

在合肥之戰中，與張遼、李典並肩作戰抵抗孫吳大軍。
李典【曼成】

CV：鳥海浩輔

武器：車旋戟（7代）、偃月刀（8代）、月牙鏟（8代DLC）、戟（起源）

能力：旋風

通稱：『第六感精準的男人』&『第六感强烈，一帆风顺的风流之士』

曹操麾下久經沙場的勇士。

詼諧的個性常令週遭的人吃驚。

具有敏銳的直覺，能預料並識破敵人種種陷阱策略，但卻不擅長表達所想。

因討伐呂布之戰中，伯父李乾戰死而與張遼有所過節。

後在合肥之戰與張遼盡釋前嫌，兩人與樂進並肩作戰抵抗孫吳大軍。

曹丕將其與張遼評價為「國之爪牙」。
于禁【文則】

CV：宮內敦士

武器：三尖刀

能力：旋風

通稱：『嚴峻的常勝將軍』

曹魏五子良將之一，靠自身實力脫穎而出的將領。

於曹操麾下戰功累累，擁有「常勝將軍」之威名而名震天下的豪傑。

性格嚴峻並注重軍規，古板不近人情的性格使得敵我皆對其有所恐懼。

後在樊城之戰敗於關羽而投降，使晚節不保。
荀彧【文若】

CV：大原崇

武器：陣杖（7E）、飛鏢（8代、起源）

能力：輕功

通稱：『燦爛的王佐之才』&『散發爽朗氣息的王佐之才』

为曹操出谋献策的军师，国家巩固做出了很大贡献。

支撑曹操霸权的军师之一，被称为拥有“王佐之才”。

有着慧眼以及广阔的人脉，曾推荐了郭嘉以及司马懿等有能之人。

荀攸之叔叔，兩人為親戚關係。

曹操稱讚為「吾之子房。」
滿寵【伯寧】

CV：青木崇

武器：射刃槍

能力：

通稱：『微笑之策士』

魏國智將。於許多防衛戰中巧妙運用計略以及陷阱，貢獻良多。

口才亦佳，曾勸舊識徐晃出仕曹操之下。
荀攸【公達】

CV：濱田賢二

武器：鋼鞭劍

能力：

通稱：『泰然自若的戰術家』

仕於曹操之軍事家。於許多大戰役、局地戰出謀獻策，為曹操軍奪得勝利。

荀彧之侄，兩人為親戚關係。
曹休【文烈】

CV：佐藤拓也

武器：扇刃

能力：

通稱：『馴良之駿馬』

曹操之甥（族子），於曹操舉兵之際，遠從吳郡歸返。

因此獲曹操稱讚「此吾家千里駒也。」

亦因早年喪父，曹操將之視如己出。
【真．三國無雙7 Blast】
文聘【仲業】

CV：古屋家臣

武器：狼牙棒

能力：

通稱：『忠義之士』

魏國的武将。

原刘表手下大将，刘琮投降后，文聘不见曹操。

曹操召见问其何以迟，表示自己不能保全土境，愧于见人。

後被其忠贞之情所感动，仍旧让他守卫江夏，表示了曹魏三代领导人对他极其信任。

## 吳（計21人）
代表色為紅色，圖騰是虎。
周瑜【公瑾】

CV：吉水孝宏

武器：古錠刀（1-4代）、棍（5-8代、起源） 

能力：輕功

通稱：『赤红热情』&『王佐之才，耀江東之輝』&『赤紅熱情，懷抱與朋友之夢想』

孫吳四大都督之首。孫策之義弟，小喬之夫，大喬之妹夫。

容貌端莊俊秀被稱為「美周郎」。

不世出的將帥，在赤壁之戰擔任統帥以寡擊眾，用火攻計大敗曹操。

對於文藝、音律亦有極高造詣，時人稱「曲有誤，周郎顧」，是個暗藏熱情的人物。

程普稱讚其「与周公瑾交，若饮醇醪，不觉自醉。」
陸遜【伯言】

CV：野島健兒

武器：雙劍（1-4代、6-8代）、劍（5代）

能力：輕功

通稱：『年輕的智勇之炎』&『少年智勇，孫吳未來的支柱』&『年輕的智勇之炎，照亮孫吳的未來』

孫吳四大都督之一。

本名陸議，年輕有為，為人冷靜，凡事深思熟慮，以誠實為宗旨的清廉之將才。

與呂蒙合作擊敗關羽，奪回荊州。

更於夷陵之戰中以大都督身分指揮吳軍，以「火攻 & 以逸待勞」等計策大破劉備所率領的蜀國大軍。

外形輕盈，有著如少年般的活力與富機智的聰明頭腦。
孫尚香

CV：宇和川惠美

武器：圈（1-4代、6-8代、起源）、弓（5代）

能力：輕功

通稱：『崇武的公主』&『崇武之姬，情歸劉備』&『崇武的公主，託心於大德』

孫堅之女，孫策、孫權之妹，劉備之妻，步練師之侍奉公主。個性開朗充滿活力，非常好強。

長於武藝，不服輸的性格，使人稱其為「巾幗不讓鬚眉」，在戰場上總是身先士卒。

作为政治婚姻結盟而嫁给刘备。虽然如此，然而她对刘备投入了真感情。

兼具高強武藝與過人美貌，人稱「弓腰姬」。武器為環刃的一種。
甘寧【興覇】

CV：北谷彰基（1代）→ 三浦祥朗

武器：刀（1-4代）、雙匕首（5代）、鎖鎌（6代、8代）、鎖分銅（6代進化版、7代）

能力：無影腳

通稱：『磊落的俠客』&『重俠義的男子漢』&『磊落之俠，迅速奔馳』

江東十二虎臣之一。身配鈴鐺被名為「鈴甘寧」，亦有稱號「錦帆賊」。

以「本大爺」自稱，性格爽快的熱血男兒，個性急躁，容易與人起爭執。

與周泰一樣，早年為長江水賊，曾任官於劉表部曲黃祖底下但不被重用，後投奔孫權。

因殺了凌統之父凌操，而與凌統有所過節，在呂蒙介入下，漸漸與凌統有所互動。

在赤壁與合肥之戰中表現活躍。雖暴躁好鬥，但很照顧下屬，故頗受屬下愛戴。身上有大量刺青。

是唯一和關羽一同成為神明的三國名將。

孫權稱贊道：「孟德有張遼，孤有甘興霸，足可敵矣。」
孫堅【文台】

CV：徳山靖彦

武器：劍（1-4代）、刀（5-6代、起源）、九環刀（7-8代）、火塵雙刀（8代DLC）

能力：無影腳

通稱：『猛虎之魂』&『猛虎之血傳承新的世代』&『猛虎之魂，必傳承給下一代』

孫武之後裔。孫策、孫權、孫尚香之父。個性冷靜開朗的勇將。而被稱為「江東猛虎」。

孫吳建立後，被次子孫權追尊為吳武烈帝。

有著聰明的君王、勇猛的戰將、偉大的父親多重面貌。

年少時因擊敗長江水賊而揚名，活躍於黃巾之亂、區星之亂等叛亂，任長沙太守烏程侯。

董卓討伐戰時擔任先鋒大將，成功完成洛陽先鋒之任務，率先進入洛陽拾獲傳國玉璽。
太史慈【子義】

CV：掛川裕彥（1-8代）、大槻丈一郎（起源）

武器：雙鞭（1-4代、5代進化版、6-8代）、 三叉槍（5代）

能力：旋風

通稱：『不屈的鬥志』&『不屈的鬥志，心技利於剛』&『不屈的斗志，将热血的誓言珍藏于心』

貫徹信義與忠肝義膽的性格，以「吾」自稱。

遵母親之命幫助恩人孔融掃蕩黃巾賊管亥解除北海之圍。

後在劉繇麾下不被重用，與孫策單挑感佩其氣度與魅力而歸順。

孫策過世後，欲報孫策知遇之恩，而繼續輔佐其弟孫權。

以自身的武藝，揮舞出對他人的恩義及自信。
呂蒙【子明】

CV：堀之紀（1-8代）、奧畑幸典（起源）

武器：戟

能力：旋風

通稱：『智勇之士』&『智勇之士，一日比一日更加进步』&『智勇雙全無死角』

孫吳四大都督之一，魯莽但認真的戰略家、軍事家。

原為有勇無謀的一介武夫，但經孫權開導後頓悟，埋首苦幹拓展學識，成為智勇雙全的武將。

被前輩魯肅稱讚「士別三日，刮目相看」、「非昔日吳下阿蒙」。

忠誠謹慎的個性，受許多人的信賴。甘寧和凌統稱其為「大叔」。

與陸遜合作擊破關羽，奪回荊州。

視關羽為宿敵。
黄蓋【公覆】

CV：稻田徹

武器：鐵鞭（2-4代）、碎棒（5-6代、8代）、鐵舟（7代）、手甲（起源）  

能力：旋風

通稱：『干练的元勋』&『幹練的三代忠臣』&『干练的元勋，支撑着三代的志愿』

江東十二虎臣之一。孫吳三代元勳。自孫堅舉兵以來即效忠孫氏三代的宿將。

活躍於前線，不屈不撓且身經百戰的戰士。

赤壁之戰時，向大都督周瑜獻策火攻，並擔任火攻執行者，讓吳軍贏得勝利。

身形壯碩，全身有大大小小的傷痕，性格勇猛忠厚。
周泰【幼平】

CV：石川英郎

武器：弧刀（3-4代、6-7代、8代DLC）、刀（5代、8代）

能力：輕功

通稱：『無聲之刃』&『那把刀刃，配上热血沸腾、沉默寡言的忠义之心』&『靜如止水的忠義之士』&『安靜的利刃』

江東十二虎臣之一。沉默寡言的大丈夫。

原為水賊，與蔣欽一塊投靠孫策。武器相似日本刀中的太刀。

在宣城之戰、合肥之戰時將自己化身為戰盾，於戰爭中救出孫權。

冷靜地看待週遭事物，是個徹底的現實主義者。

全身佈滿傷疤連面部也有，細數著對孫權的絕對忠誠。

與蜀漢之趙雲、曹魏之許褚合稱「國之勇將」。
凌統【公績】

CV：松野太紀

武器：雙節棍（4代、6代、8代）、戟（5代）、三節棍（5代進化版、7代）

能力：輕功

通稱：『無法憎恨的諷刺家』&『勇武中蘊藏不為人知的熱情』&『爽朗的武人，暗藏忠義奔馳於亂世』

江東十二虎臣之一。凌操之子。與父親同效忠於孫吳。

與黃祖軍的對戰中，父親被敵軍的甘寧所殺，故此非常憎恨他。

性格輕佻、喜歡諷刺人，但卻懷著忠孝之心，是孫吳首屈一指的武將。

在合肥之戰與甘寧並肩作戰，而與其盡釋前嫌，結為莫逆之交。右眼角下有顆「涙痣」。
孫策【伯符】

CV：河内孝博

武器：旋棍（2-4代、6-7代）、槍（5代）、大鍘刀（8代）、手甲（起源）

能力：旋風

通稱：『開朗的火焰』&『尚武之魂，燃燒炙熱沙場』&『快活之炎，燃燒生命發光發熱』

孫堅之長子，孫權、孫尚香之兄，周瑜之義兄，大喬之夫，小喬之姊夫。

生氣勃勃，喜愛揮舞武器的鬥將。

與太史慈單挑不分勝負，其武技不同於凡人，仿似秦末西楚霸王項羽般地勇猛，而被譽為「江東小霸王」。

性格熱血開朗。與周瑜四處集結優秀的賢才，並拓展孫吳的疆域，為吳國奠定強大的基礎。

有一次打獵時遭到刺客襲擊不幸身亡，後被弟弟孫權追尊為長沙桓王。

被袁術讚嘆：「使術有子如孫郎，死何復恨。」
孫權【仲謀】

CV：菅沼久義

武器：劍（1-2代、8代）、積刃劍（3-4代）、刀（5-7代）、炎刃劍（7代進化版）

能力：輕功

通稱：『雄壯威武的虎子』&『崇武孫吳，受託未來的南方之主』

吳大帝，孫堅之次子，孫策之弟，孫尚香之兄，步練師之夫。孫策評為治國之才。

以自信與堅強而向邁向未來，對於自身武勇及行動雖無自信，後在赤壁之戰與周瑜大勝曹操。最終成長為英明的君主。

被曹操讚嘆：「生子當如孫仲謀。」
小喬

CV：嶋方淳子

武器：雙扇（2-5代、7代進化版、8代）、鐵扇（6-7代）

能力：輕功

通稱：『純潔之花』&『常伴夫君的天下美女』&『無垢之花，盛開於情人身旁』

喬玄之女，周瑜之妻，大喬之妹。

有沈魚落雁之貌，與姊姊大喬又稱「江東二喬」，天真無邪而有點幼稚。

強烈的好奇心以及想幫助丈夫周瑜的心，無懼勇敢地站上沙場。
大喬

聲優：嶋方淳子

武器：雙扇（2-4代、8代）、雙杖（MR2、6E、7代）、鐵扇（6代）

能力：輕功

通稱：『虛幻堅強之花』&『為英雄綻放的戰國之花』&『支持英雄的夢幻堅強之花』

喬玄之女，孫策之妻，小喬之姊，孫權、孫尚香之大嫂，步練師之妯娌（姒婦）。

有閉月羞花之貌，與妹妹小喬並稱「江東二喬」，性格成熟與妹妹小喬性格剛好相反。

雖有著不喜歡與人相爭且溫柔的個性，但仍一心想要幫助丈夫孫策而踏上了戰場。
丁奉【承淵】

CV：中尾良平

武器：鬼神手甲（6代、8代）、斷月刃（6代進化版、7代）

能力：旋風

通稱：『孫吳第一的可怕硬漢』&『坚强的岩石，将喜爱的风景珍藏于心中』&『孫吳最受人敬畏的將領』

江東十二虎臣之一，合肥之戰裹立下了功名。

先後在甘寧、陸遜、潘璋等人旗下作戰。

侍奉孫權、孫亮、孫休、孫皓四代皇帝成為吳國後期的中流砥柱、國家棟樑。

吳國最長年活躍的武將。

身材高大壯碩、臂力驚人，相貌強悍可怕，在恐怖的外表下，卻是一名喜愛作詩與欣賞風景的天然詩人。
練師

CV：神田朱未

武器：弩（6-7M）、鴛鴦戟（7E、8代）

能力：旋風

通稱：『美麗的護衛』&『捍衛者，溫柔的支持虎子』

孫權之妻，大喬之妯娌（娣婦）。全名步練師，避亂的士族丞相步騭之族女。

常叮嚀他人不要太勉強自己。是孫尚香的護衛，稱呼孫尚香為「公主」（「姫様」）。

在孫權之兄孫策戰死後鼓勵孫權不要意志消沈，後來成為了孫權的妻子，被追尊為皇后。
魯肅【子敬】

CV：楠大典

武器：九齒鈀

能力：旋風

通稱：『威風堂堂的好漢』

孫吳四大都督之一。

周瑜的後繼者、呂蒙的恩師、諸葛亮的好友。

因荊州問題而前往荊州單刀赴會找關羽理論討回江夏、長沙、桂陽三郡。

威風堂堂的好漢。理念方針是「天下二分之計」。
韓當【義公】

CV：田中秀幸

武器：短戟

能力：旋風

通稱：『碎碎念的驍勇武將』&『暗中默默支持三代的战巧者』

江東十二虎臣之一，孫吳三代元勳。

遼西令支人，被孫堅所賞識而提拔。

與程普、黃蓋是侍奉孫家三代的宿將。

於赤壁之戰時救起中箭落水的黃蓋並將其急救。

於夷陵之戰時隨陸遜防守劉備大軍的進擊。

長年擔當孫吳的水軍大將，常因為自己的頭髮稀少而感到沒有存在感。
朱然【義封】

CV：柿原徹也

武器：火焰弓（7代）、棍（8代）、三節棍（8代DLC）

能力：輕功

通稱：『逆轉的領導者』&『逆轉的縱火者』

本名施然，朱治養子。孫吳名將。孫權之同窗學友而被拔擢為將。

年紀輕輕便在山越討伐戰與濡須口之戰中嶄露頭角。

肩負孫吳未來的將士，備受周遭所期待。
程普【德謀】

CV：谷昌樹

武器：雙矛

能力：

通稱：『直言之賢者』

江東十二虎臣之首，以「老夫」自稱，效忠孫家三代之老將。

致力為孫吳拓土開疆及安定領地，貢獻良多。

孫堅死後救過孫策一命。

赤壁之戰時被孫權拜為副都督，協助周瑜抗擊曹操。

身為勇猛武者長年於前線奮戰，時而以其年長者身分，擔任參謀輔政。
徐盛【文嚮】

CV：新垣樽助

武器：雙流星

能力：

通稱：『強硬男子漢』

江東十二虎臣之一，孫權手下將領，右邊眉毛的疤為其特徵。

當孫權繼承孫策後，廣納人材，成為家臣。參加赤壁、合肥、荊州等大型戰役。

在曹丕進攻吳國時，以假城池及城牆等方式，擊退魏軍，長期活躍在前線。
【真．三國無雙7 Blast】
朱桓【休穆】

CV：

武器：戟

能力：

通稱：『真眼之将』

江東四大家族「吳之四姓」的朱家出身。

和同期的朱然（原姓施，但他義父朱治是四姓望族），分别代表了吴国四姓中的两个分支。

记忆力極强，几十年見過的人不會忘記，对手下的子女都能过目不忘，深受部下的爱戴。

周泰病逝後，代領濡須督一職將其臨危不亂的擊敗曹仁，使其讓曹仁戰後吐血身亡。

隨陸遜參加石亭之戰，並獻策夾石、掛車二路以柴木大石阻路以擒曹休。

虽然受下属爱戴，但心高气傲，耻于被别人领导，因此与同僚的关系较差。陆逊、全琮这些与他有过合作的同僚都有或多或少的隔阂。

## 蜀（計24人）
代表色為綠色。圖腾是青龍。
趙雲【子龍】

CV：小野坂昌也（1-8代）、田邊幸輔（起源）

武器：槍（1-6代、起源）、龍槍（6代進化版，7-8代）

能力：轉身

通稱：『年輕的龍，受仁之光所引導』&『翱翔穿梭於戰場的青龍』&『受仁吸引的龍』

重忠義，誠實的年輕武士。關平之岳父。

為尋求亂世投身之主，遍訪各地，最後因受劉備為人吸引，投靠其下。

之後成為蜀漢五虎將之一，被稱為「一身是膽。」

個性溫和，於戰場上，與張遼具備單騎闖入大軍的鬥志與勇氣（英風猛氣）。

長坂坡之戰中單騎救主而毫髮無傷。

與曹魏之許褚、孫吳之周泰合稱「國之勇將」。
關羽【雲長】

CV：增谷康紀

武器：偃月刀（1-5代、6代進化版、7-8代、起源）、戟（6代）

能力：轉身

通稱：『軍神，刀刃上是義氣』&『蜀國武勇之首的不動軍神』&『絕世的武勇，將猛烈的靈魂灌注在刀』

蜀漢五虎將之首。本字長生，後改字雲長，蜀漢三傑之一。

為人重義氣，武藝高強。傲上而不忍下，欺強而不凌弱，是少見的英雄。與張飛並稱「萬人敵」。

以「吾」自稱，與劉備、張飛結拜，奔馳於亂世沙場。對蜀國的建國貢獻極大。

有著美麗的長鬚，人讚「美髯公」，此名後成為其通稱。

與義兄劉備有著迥異的魅力，不分敵我皆十分認同他。連愛才的曹操都想將其納入麾下。

後世人們將其供奉為神明，因此擁有「關聖帝君」、「武聖」等其它不同稱號。

子女為長子關平、次子關興、三子關索、長女關銀屏。

坐騎為名駒「赤兔馬」，呂布死後而獲得。

被呂布評價為「看起來有些實力的傢伙。」
張飛【翼徳】

CV：掛川裕彥（1-8代）、福原耕平（起源）

武器：矛（1-4代、8代DLC、起源）、雙矛（5代、6代進化版、7代）、長柄雙刀（6代）、槍（8代）

能力：無影腳

通稱：『無比的豪勇』&『威震沙場，可敵萬軍的豪勇』&『無比的豪勇，響震天下』

蜀漢五虎將之一。正史上表字為益德，劉禪之岳父。蜀漢三傑之一。

以「俺」自稱，與劉備、關羽結拜。豪放磊落的戰士，與關羽並稱「萬人敵」。

長坂橋單騎一喝嚇退曹操百萬大軍。

性格純粹如小孩般，直率的真性情顯得衝動暴躁。

因酷愛喝酒，也導致成為日後災劫的禍端。

妻子為夏侯淵的姪女，兒子為張苞，女兒為張星彩。

被呂布嗆說「你以為憑你贏得了我嗎？」
諸葛亮【孔明】

CV：小野坂昌也、深川和征（起源）

武器：羽扇

能力：輕功

通稱：『最強的先知』&『神機妙算的天才軍師』&『封頂的智者，與大德的大智共同前進』

以「吾人」自稱，有著「臥龍」之名的天才軍師，蜀漢三傑之一。

劉備以「三顧茅廬」請他出山輔助建國，為蜀漢鞠躬盡瘁。

有明晰的洞察力與公正無私的判斷力，成為國家之中流砥柱，備受信任。

羽扇一揮，則刻畫出戰場上的神機妙算。

妻子為黃月英。被司馬懿視為宿敵。
劉備【玄徳】

CV：遠藤守哉（1-8代）、野島裕史（起源）

武器：劍（1-4代、起源）、雙劍（5-8代）

能力：輕功

通稱：『偉大的仁』&『走過悲憫亂世的仁德之君』&『偉大的仁，前進於悲哀的亂世』

蜀漢昭烈帝。自稱西漢中山靖王劉勝的後裔。

與義兄弟關羽、張飛奔馳於亂世沙場。情深重信義的名君。

通情達理的個性，比起理性來說，有時較重感情。

因個性重情重義，吸引不少人投靠。到處皆吸引了百姓的愛戴。

兒子為劉禪。因孫劉聯盟而娶孫尚香為妻。
馬超【孟起】

CV：服巻浩司

武器：槍（1-8代）、大劍（5代進化版）

能力：旋風

通稱：『熱情的魂之刃』&『熱血之刃，貫徹仁義』

蜀漢五虎將之一。西涼軍馬騰之長子，馬岱的堂兄。

馬騰死後視曹操為殺父仇人，又與王異有著複雜的關係。

原為一方軍閥，被曹操所擊潰後投奔張魯，後來亦被劉備的仁德所感應而歸順。

十分有正義感的年輕武者，被稱為「錦馬超」。

真摯直率的個性，有積極的行動能力。
黃忠【漢升】

CV：川津泰彥

武器：刀（1-5代）、弓（6-7代）、朴刀（8代）、投牙弓（8代DLC）

能力：輕功

通稱：『精力充沛的武士』&『不知疲累的武者』&『老而彌堅的神弓』

蜀漢五虎將之一。身經百戰的老將。

原為劉表部曲韓玄麾下，後歸順來襲的關羽。

在定軍山之戰射殺魏國武將夏侯淵。為人自尊心強不喜歡被視為老人家。

時人稱其老當益壯。百步穿楊的神射手。
魏延【文長】

CV：增谷康紀

武器：長柄雙刀（2-4代、6-8代）、碎棒（5代）

能力：旋風

通稱：『异形的面具』&『异形之刃，贡献给大德的梦想』&『異形之刃，獻於劉備之夢』

出身荊州的狂戰士。

有著奇異的造型與言行，強大的怪力令敵人聞風喪膽。

原與黃忠皆為劉表的部曲韓玄麾下，後與黃忠投降關羽。

諸葛亮稱其有反骨之相。卻仍受劉備重用。
關平【坦之】

CV：中尾良平

武器：大劍（4代、6-8代）、戟（5代）

能力：旋風

通稱：『次代的武士』&『追隨偉大背影的少將軍』&『次代之武，追隨著偉大的背影』

關羽之長子。關興、關索、關銀屏之兄。趙雲之女婿。

性格誠實爽朗的青年，憧憬於偉大父親的背後持續追隨著。

參加劉備軍隊後，短時間內便提高了自己的武藝境界。

與張星彩為兒時青梅竹馬。
龐統【士元】

CV：河内孝博

武器：錫杖（2-6代、起源）、翳扇（7-8代）

能力：輕功

通稱：『古怪的奇才』&『飄然飛舞的睿智奇才』

以「老夫」自稱，與諸葛亮為同門師兄弟。時人稱其為「鳳雛」的天才軍師。

曾是周瑜的郡功曹，在諸葛亮推薦之下被劉備起用。

外表神秘常隠著面貌而且聲音奇特，武器可以放出風。

行跡古怪，但其實是能看穿大局，直指事情本質之人。
月英

CV：笠原留美

武器：戰戈（3-4代、6代進化版、7代）、弓（5代）、刃弩（5代進化版、7代進化版）、棍（6代、起源）、戟（8代）

能力：旋風

通稱：『龍之妻』&『才媛，盛开于龙身旁』&『與龍翔天之才』

全名黃月英，諸葛亮之妻，黄承彦的女兒。

一心陪伴孔明的贤淑黑美人，協助丈夫的才智而站上戰場。

身兼武藝、天文地理、兵法學問，發明了虎戰車、木牛流馬、連弩井闌、城隍臺等兵器。一直默默地在諸葛亮背後支持著。

經常和甄姬為了「誰的丈夫更優秀」而爭執。到了真三國無雙7變成了互相誇讚自己的丈夫。
姜維【伯約】

CV：菅沼久義

武器：槍（1-4代、6代）、兩刃槍（MR2、7-8代）

能力：無影腳

通稱：『繼承龍遺志的麒麟兒』&『麒麟儿，继承龙迹展现实力』&『繼承臥龍之後的麒麟』&『繼承龍跡的麒麟兒』

出身於天水的「麒麟兒」。原為魏國武將，後被諸葛亮用計收伏。

深得諸葛亮器重，被指命為其繼承人。

五丈原之戰後承繼諸葛亮兵法。擔負起伐魏的重擔。

有著強烈的責任感，為日薄西山的蜀漢支撐至最後。

蜀漢被滅後，仍欲復興蜀漢大業。
劉禪【公嗣】

CV：松野太紀

武器：細劍（6-8代）、龍床几（7代進化版）

能力：輕功

通稱：『繼承仁之者』&『背負著暗愚烙印的皇帝』

蜀漢後主。乳名“阿斗”，劉備之子，張飛之女婿，張苞之妹夫，張星彩之夫。

因是深具民望而吸引無數英雄豪傑相從的劉備之子，因此備受周遭人期待。

本身是屬於遇到狀況不會立即行動，而是會深思熟慮對事物進行判斷的性格。

因為這樣的性格使得他的反應較為遲緩，被過度期待的人們誤解為是個昏庸愚昧的昏君，而被稱「扶不起的阿斗」。
星彩

CV：野田順子

武器：叉突矛、盾（4代）、盾牌劍（6-8代）

能力：輕功

通稱：『年輕的守護者』&『肩擔蜀的未來，年輕的希望之星』&『年輕的護航者』

張飛之女，張苞之妹，劉備之媳婦，劉禪之妻。全名張星彩。

和關平是兒時好友，武術與兵法方面十分尊敬趙雲。

蜀漢敬哀皇后。常教導丈夫劉禪習武，肩負蜀漢之未來。

與父親外表與性格相反，個性沈默寡言，外貌清秀美麗的少女。

和關銀屏、鮑三娘是閨蜜。
馬岱

CV：龍谷修武

武器：妖筆（6-7代）、雙戟（8代）

能力：旋風

通稱：『開朗的辛苦人』&『充滿朝氣的苦命人』

馬超的堂弟，稱呼其為「少主」。

故鄉被曹操奪取後，與堂兄馬超共同出仕於蜀漢。

性格低調沉穩，樂觀積極，戰場上表現奮勇。

深受諸葛亮信賴，被指任為大局的主力。
關索【維之】

CV：三浦祥朗

武器：雙截棍（6-8代）、飛蹴甲（7代進化版） 

能力：輕功

通稱：『純真的美男子』&『年轻至诚的武士，追寻着军神的身影』

關羽之三子，鮑三娘之夫，與妻子甚為恩愛。關平、關興之弟，關銀屏之兄。

性格認真專注。

因將花戴在頭頂上作裝飾，在民間便有「花關索」之名。

外貌英俊、氣質佳，故深得女性喜愛。
鮑三娘

CV：野中藍

武器：旋刃盤（6-7代）、鴛鴦戟（8代）

能力：輕功

通稱：『天真的元氣少女』&『天真的元气女，轻柔赴战场战斗』&『單純有朝氣的女子』

鮑家之三女。關羽之媳婦，關索之妻。與丈夫甚為恩愛。

造型為展現異國且具野性感，腰部上有蝴蝶刺青。

説話常帶字句「我覺得」(「いい感じ」)，行為言行像貓。

和關銀屏、張星彩是閨蜜。
徐庶【元直】

CV：私市淳

武器：擊劍（6代帝王傳、7代、8代DLC）、劍（8代、起源）

能力：輕功

通稱：『煩惱的軍師』&『烦恼的军师，在计策与感情间摇摆不定』&『於計策和感情間徘徊不定的困惑軍師』

水鏡司馬徽的門生，諸葛亮、龐統之友。

具備優秀的軍師謀略兼擊劍能手。

過去曾為友人報仇而遭追緝，自此認為不可光恃勇力而致力於學。

此後仕官於劉備，使劉備認識到「軍略的重要性」。後被程昱之計所脅迫投靠於曹操。
關興【安國】

CV：島崎信長

武器：雙翼刀（7代）、扇刃（8代）

能力：輕功

通稱：『爽朗的軍神後繼者』&『军神的继承人，于苍穹中展翅飞翔』

關羽之次子。關平之弟，關索、關銀屏之兄。

自幼受高等評價，被諸葛亮寄予蜀漢未來厚望。

沉默寡言，常獨自思考，是個作事情相當巧妙的天才。

雖然年輕不過武藝非凡，和義兄張苞在北伐方面表現活躍。
張苞【興國】

CV：阪口大助

武器：連刃刺（7代）、雙流星（8代）

能力：轉身

通稱：『繼承大志的豪勇武者』&『如太陽般的有為青年，暗藏豪勇武藝』

張飛之子，張星彩之兄，劉禪之大舅子。

有著不讓其父的高超武藝，責任感強也愛管閒事。

與義弟關興在北伐方面表現活躍。
關銀屏

CV：三上枝織

武器：雙頭錘（7代）、狼牙棒（8代）、昊轉錘（8代DLC）

能力：旋風

通稱：『無自覺的怪力美少女』&『美少女，细长的手臂暗藏著怪力』

關羽之女。關平、關興、關索之妹。有着过人美貌，是一个天真懵懂的美少女。

很受父亲和哥哥们的疼爱。

雖然身材嬌小，但擁有非凡的武藝及怪力。

主要以學習護身術的心情學習的武藝，卻意外地高強。

和張星彩、鮑三娘是閨蜜。

在真三國無雙7猛將傳中為父親的赤兔馬而出面，與另一位赤兔馬主人之女呂玲綺發生劇情。
法正【孝直】

CV：橋詰知久

武器：連結布（7代）、鋼鞭劍（8代）

能力：轉身

通稱：『全盤回報的劇毒』&『回報一切的特效藥』

原屬劉璋麾下，遭冷落後投靠於劉備。

成功參與謀劃了益州之戰，亦活躍立功於漢中之戰。

對於恩人是有恩必報，同時也對敵人懷著睚眦必報的性格，堅持「報復的精神」之策略家。

其智謀可匹敵程昱、郭嘉。
周倉【元福】

CV：澤城千春

武器：大鍘刀（8代）、手甲（起源）

能力：

通稱：『天下最速之大力士侍從』

原為黃巾黨張寶的部下。

在臥牛山落草為寇時，與敬慕已久的關羽相會而成為其侍從。

其飛毛腿速度可比擬一日千里的赤兔馬。

力大善泳，為一名頗有貢獻之將。
夏侯姬（在8代作為特殊 NPC，需要購買額外的 DLC 後才可解鎖使用。）

CV：御沓優子

武器：盾牌劍

能力：

通稱：『深窗的姬君』&『溫室之內向公主』

張飛之妻。夏侯淵之姪、夏侯霸之堂妹。張苞、張星彩之母。

幾乎足不出戶，被視如掌上明珠，個性內向且害羞。

一次私下外出樵採時，偶遇張飛而成為其妻。

喜歡張飛的溫柔與他毛絨絨的鬍子。

夏侯淵之弟的女兒，稱呼夏侯淵為「淵伯」，雖身處敵方陣營但叔侄關係仍然親密。

雖然劇中並無直接明說本人為夏侯淵的亡弟孤女，但張飛知道夏侯姬小時候時常受到夏侯淵的照顧。

於漢中之戰前見到了伯父最後一面。

## 晉（計13人）
代表色為青色，圖騰是麒麟。
司馬懿【仲達】

CV：瀧下毅（1-7代）→ 置鮎龍太郎（7M過後）

武器：劍（1代）、羽扇（2-4代、6代、8代）、鐵絲爪（5代）、拂塵（7代）

能力：轉身

通稱：『暗藏野心的鬼才』&『鬼才般的智谋，心中暗藏野心』&『鬼才的老謀深算』

從第一到五代為曹魏角色，六代以後屬於西晉。

晉朝的奠定者。司馬師、司馬昭之父。張春華之夫。王元姬之公公。鬼謀神算的軍師，被稱作「冢虎」。

因有「鷹視狼顧」及其才能被曹操再三敕令而出仕。

自尊心極高的激情家，將無上的智謀當作手中的武器。

在曹操時期已打出卓越的戰績，後被曹丕所重用而逐漸掌握大權。

視諸葛亮為宿敵，曹丕以「仲達」來稱呼司馬懿，性格具野心和判斷力極強。後被其孫司馬炎追尊為晉宣帝。
司馬師【子元】

CV：置鮎龍太郎

武器：細劍（6代、8代）、迅雷劍（6代進化版、7代、8代DLC）

能力：輕功

通稱：『無福消受天命的天才』&『無天子命的天才』&『典雅的貴公子，追求著天命所在』

司馬懿之長子，司馬昭之兄。

容貌典雅有威嚴，豐沛的才能被父親所看重，託付予未來厚望。

有極大自尊心和野心，氣度高傲，令眾人感到敬畏與尊崇。

司馬懿病死後繼承司馬氏家業，死後被追尊為晉景帝。
司馬昭【子上】

CV：岸尾大輔

武器：刀（6代、8代）、烈擊刀（7代）

能力：轉身

通稱：『奔放的次男』&『握有三國命運的漂泊者』

司馬懿之次子。司馬師之弟，王元姬之夫。司馬炎之父。

掌握三國命運的風雲兒。

外形與司馬師相反，性格輕佻不認真，但面對重要戰局時，能睿智地協調戰事，繼而獲得勝仗。

後被其子追尊為晉文帝。
鄧艾【士載】

CV：小原雅人

武器：螺旋槍（6-7代）、螺旋弩（7代進化版）、大斧（8代）

能力：旋風

通稱：『努力向上的將軍』&『痛擊將軍』

魏國久經沙場的猛將。本名鄧範，字士則，後因與同鄉人同名而改名。

曾屬文官，被司馬懿看中其才華而轉為武將，深得司馬懿重用。

喜歡觀看地圖審視山川經脈，巧妙地運用戰法於各式地形。

對蜀之戰甚為活躍，與姜維是宿敵。以奇計翻越陰平摩天嶺、攻破綿竹關、覆滅蜀漢。

曽救助過司馬師和夏侯覇。身形壯碩，右手有紅色刺青。
王元姬

CV：伊藤加奈惠

武器：飛鏢

能力：輕功

通稱：『慧眼的美姬』&『一眼看穿真理，慧眼的美姬』

晉文明皇后。魏之重臣王朗之孫女、王肅之女。司馬懿、張春華之媳婦，司馬昭之妻。司馬炎之母。

從小即聰慧、有魄力，被周圍的人所嘆息「惜非男兒」。

禮儀端莊，對弱者很照顧，以慧眼明辨忠奸，有深謀遠慮的想法。

稱呼司馬昭為「子上殿」，膚色白晢有氣質沈默寡言，表情眼神冷漠，常與司馬昭形影不離。
鍾會【士季】

CV：会一太郎

武器：飛翔劍（6-7代）、扇刃（8代）

能力：輕功

通稱：『早熟的策士』

異於常人的年經武將。外表英俊有氣質。

才氣縱橫，作戰積極，因年輕有為而恃才傲物，小時候接受過英才教育。

對鄧艾懷著敵愾之心，總喜與其爭功。
諸葛誕【公休】

CV：桐本琢也

武器：羽扇（6代、8代）、短鐵鞭（7代）

能力：無影腳

通稱：『堅硬無比的堅物』&『堅強的硬物』

諸葛一族成員，諸葛亮之堂弟。

諸葛一族中，諸葛亮被稱為「龍」，諸葛瑾被稱為「虎」；而諸葛誕則被揶揄為「狗」。

事實上「狗」是被褒為堅忍努力的武將，在魏國裡有很高的評價。

努力不懈、強烈的正義感，但視野過於狹隘且頑固，常在大局中疲於奔命。

性格兼具完美和理想主義，服飾強調潔癖感，對魏國絕對忠誠，對司馬師的命令較為服從，相反對司馬昭的指令卻極為不服。
夏侯霸【仲權】

CV：赤羽根健治

武器：大劍（6代、8代）、破城槍（6代進化版、7代）

能力：旋風

通稱：『童顏的铠武者』&『铠武者，脚步轻盈地横渡乱世』

夏侯淵之子，夏侯姬之堂兄。

是一位童顏武將，性格和父親的性格一様開朗活潑。

在戰場上戰鬥時總穿著重型盔甲。

因是名門一族夏侯氏，故而武藝備受眾人期待。

司馬懿誅殺曹爽後，立場不穩而逃亡至蜀國。

因為與張星彩有親戚關係，在蜀漢具有國戚地位。
郭淮【伯濟】

CV：蒲田哲

武器：連弩炮（6-7代）、射刃槍（8代）

能力：旋風

通稱：『病弱的忠臣』&『體弱多病的忠臣』&『病弱的忠臣，燃烧执念的灯火』

對蜀之戰活躍的魏將。

體弱多病，常常咳嗽面色極為蒼白。但在戰場上仍表現十分努力。

很尊重夏侯淵和司馬懿，對魏的忠誠，強於他人一倍。並對叛逃至蜀國的夏侯霸深感痛恨。
賈充【公閭】 

CV：高橋廣樹

武器：舞投刃（7代）、射刃槍（8代）

能力：輕功

通稱：『冷酷的短刀』&『冷酷的短刀，於充滿陰謀暗處閃爍著』

魏之名臣賈逵之子。

不僅是軍事指揮官，亦是有才能的政治家。

被司馬懿賞識提拔，兼任司馬師、司馬昭的心腹。
文鴦【次騫】

CV：小野友樹

武器：擲槍（7代）、大鍘刀（8代）

能力：無影腳

通稱：『彷彿英雄再世的年輕武士』&『被命運翻弄的新世代英雄』

魏將文欽之子。文虎之兄。

本名文俶（又作文淑），小名阿鴦。

擁有優秀不凡的武藝，戰場上叱吒活躍，其驍勇善戰，足匹蜀漢虎威將軍趙雲之勇。
張春華

CV：淺野真澄

武器：蟷螂鐵絲（7代）、鋼鞭劍（8代）

能力：輕功

通稱：『恐怖的賢妻良母』&『妖艳的贤妻良母与大爱』

司馬懿之妻。司馬師、司馬昭之母。王元姬之婆婆。

著名的才女，培育出極有才能的兒子們，享負賢妻良母的盛名。

常微笑，但並非總是如此，有時會使司馬家籠罩在恐懼的氣氛中。孫子晉武帝司馬炎追尊為宣穆皇后。
辛憲英

CV：下地紫野

武器：大戟

能力：

通稱：『開朗大方之賢女』

魏晋时期才女，魏之名臣辛毗之女。羊耽之妻，辛敞之姊。羊祜的叔母。

為人聰穎且敏鑒，數度以忠言挽救家族之危。

## 他（計13人）
代表色為黄色，圖騰是牡丹。
依照勢力細分，東漢王朝、董卓軍（董卓、华雄、董白）、其他漢末勢力人物（左慈）列為紫色，呂布軍（呂布、貂蟬、陳宮、呂玲綺）列為黑色；黃巾軍（張角）列為黃色；袁紹軍（袁紹）、袁术军（袁术）列為金色；南蠻軍（孟獲、祝融）列為橙色。而魏國勢力的張遼、張郃、甄宓、許褚、龐德、賈詡、于禁，吳國勢力的太史慈、甘寧，蜀國勢力的趙雲、馬超、馬岱、黃忠、魏延、周倉均以他國勢力的借用無雙武將身份登場。
貂蟬

CV：小松里歌（1-8代）、上田瞳（起源）

武器：雙錘（1-4代）、多節鞭（5-8代）、劍（起源）

能力：輕功

通稱：『策謀的舞姬』&『周旋在謀略中的佳人』&『佳人，遊走計謀與愛情之間』

中國古代四大美女之一。王允之養女。絕世美女，以「小女子」自稱，歌舞兼優的舞姬。

被養父視出如己，對董卓的暴政感到憂心，而使用「連環計」與「美人計」周旋於董卓、呂布父子之間，成功地使其反目成仇。

可憐的面容下有著強烈的意志，與三國英傑們共同活躍於這紛紛擾擾的亂世。
呂布【奉先】

CV：稻田徹

武器：方天戟（1-4代、6-8代、起源）、十字戟（5代）

能力：旋風

通稱：『最強的鬼神』&『尚兵奉武，為戰爭而生的最強男人』&『暴威，隱身其後的是純粹武藝與純愛』

董卓之養子，武藝高強，擅長弓馬術的猛將。被讚譽為與西漢李廣相同的稱號「飛將」。

以「本大爺」自稱，騎乘名馬赤兔馬，以鬼神般的高強武藝，人讚曰「人中呂布、馬中赤兔。」

看出力量的最大價值，為了追求最大的力量，持著自信的武力，是個憑藉對自身武藝的自信，無視社會倫理的硬漢。

只對強者有興趣，承認關羽的實力足夠當自己的對手並享受戰鬥的樂趣。

儘管再怎麼好戰，對自己女兒呂玲綺相當疼愛。
董卓【仲穎】

CV：堀之紀（1-8代）、乃村健次（起源）

武器：寬劍（1-2代）、鋸齒刀（3-4代）、碎棒（5代）、爆彈（5代進化版、6代進化版、7代）、鎖分銅（6代、8代）、雙戟（起源）

能力：旋風

通稱：『夢想酒池肉林的凶星』&『耽溺於野心的修羅化身』&『為野心化身為修羅的凶星』

東漢末年軍閥和權臣。曾任西涼太守，被何進召集進京除宦官。其追求的夢想是「酒池肉林」。

以「老子」自稱，在混亂之際挾幼帝以令諸侯，並廢死少帝，遷都長安，施行暴政。

身形肥胖様子醜怪，宛如羅剎般暴虐無道的惡鬼，令亂世更加籠罩在恐懼的暴威之中。

在起源中更加有勇有謀，是奉行弱肉強食的一代梟雄，以無情的政治手腕控制朝政，壓制諸侯。

收猛將呂布為養子，後因為貂蟬而被呂布殺死。
袁紹【本初】

CV：龍谷修武

武器：細劍

能力：輕功

通稱：『光芒萬丈的名族』&『決不放手霸權的名門』&『有名士族，意欲稱霸亂世撥亂反正』

名門袁家出身，祖上「四世三公」。與曹操交情很深，為對抗專橫的董卓，成為對抗盟軍盟主。

董卓死後，認為應推舉中原霸主，與兒時玩伴的曹操共逐霸主寶座。

具備合乎名門身分的實力與勢力，卻因此反映其自尊心過強的弱點。
張角

CV：川津泰彥（1-8代）、竹內良太（起源）

武器：刀（1代）、錫杖（2-8代、起源）

能力：落石

通稱：『聆聽天意之人』&『操纵奇迹的黄天之祖』&『見我黃天的幻法仙術』&『聽見神詔之人』

太平道的教祖，深得民眾支持。

之後結成黃巾賊後與漢室敵對。

自稱「天公將軍」、「大賢良師」，發起了黃巾之亂。

超然的言語行動與特異的存在感，醞釀出獨特的宗教感。

在起源中以救世主形象登場，心懷大義，救濟受苦的民眾，成為了肩負民眾期望的人民領袖。

因黃巾賊走向腐化，但自身無力阻止，最終導致黃巾起義走向徹底失敗。
孟獲

CV：幸野善之

武器：鬼神手甲（2-4代、6-8代）、石柱（5代進化版、7代進化版）

能力：旋風

通稱：『偉大的王』&『威震南方的大王』&『巨大的王』

祝融之夫，南中之王（中國南西部）自稱「南蠻王」。

所有登場人物當中身高最高、體型最大的人物，南中最強的戰士。

以「本大王」自稱，常將感情放在思考的順位，同時也是一名愛妻家、恐妻家。

在南中之戰被捉放七次後，心悅誠服地降於諸葛亮。
祝融

CV：米本千珠

武器：飛刀（2-4代、6代進化版、7-8代）、飛鏢（6代）

能力：輕功

通稱：『熱情的火焰』&『映照大王之路的熱情火炎』&『熱情之炎』

孟獲之妻，造形野性，手臂有虎紋形刺青，膚色為古銅色。

火神祝融之後裔。

以「老娘」自稱，好勝心強的大姐頭型女戰士。

與火神之名相同地性情如火、直來直往的性格，輔佐著蠻悍欠缺智謀的丈夫，為其宣揚南蠻王之威名。
左慈【元放】

CV：佐藤正治

武器：咒符（4代、7代）、錫杖（8代）

能力：轉身

通稱：『明智的神仙』&『明哲的活神仙、尋求大德之世』

神秘謎樣的神仙，善於操縱超然神蹟。在三國裡尋找著真正的「英雄」。

人稱「烏角先生」，另有後世稱其「雅帝」。

憂心亂世，衷心祈禱滿心仁德的劉備能重創安泰之世。
陳宮【公台】

CV：宮崎寬務

武器：兵法簡（7代）、鎖鐮（8代）

能力：輕功

通稱：『胸懷二心的詼諧者』&『心懷二意的輕浮者』

呂布軍的軍師。

儘管表現滑稽，卻極富野心，為了晉升榮達亦不惜犧牲一切。

曾效力於曹操麾下，但考慮到在曹操之下無法實現自身之野望，繼而投靠於呂布。

被荀攸評價為「夫陳宮有智遲。」
呂玲綺

CV：牛田裕子

武器：十字戟（7代、8代DLC）、盾牌劍（8代）

能力：無影腳

通稱：『寂寥的凜凜戰姬』&『寂寥而冷澈的戰姬』

呂布之女。

發揮不輸父親的武藝，總是非常勇敢地率先前往前線戰鬥。非常勇敢會率先前往敵陣。

有一顆勇於面對困難的堅強之心。

雖有勇於面對困難的堅韌之志，也有因為過去的經歷而害怕孤獨的一面。

在真三國無雙7猛將傳中為父親的赤兔馬而出面，與另一位赤兔馬主人之女關銀屏發生劇情。
董白（8代新增角色，作為特殊 NPC，需要購買額外的 DLC 後才可解鎖使用。）

CV：大關英里

武器：鎖分銅

能力：無

通稱：『純真暴虐』&『大無畏之野薔薇』

董卓的孫女，以「本小姐」自稱。

極受董卓疼愛，自小就擁有土地及財富。

個性任性且殘酷，但在董卓面前則會裝可愛。
華雄（8代新增角色，作為特殊 NPC，需要購買額外的 DLC 後才可解鎖使用。）

CV：太田健介

武器：碎棒

能力：無

通稱：『猙獰之巨獸』

董卓麾下之猛將。

於汜水關奮抵孫堅以及袁紹等反董卓聯合軍。

據說其人身長九尺，虎體狼腰，豹頭猿臂。
袁術【公路】（8代新增角色，作為特殊 NPC，需要購買額外的 DLC 後才可解鎖使用。）

CV：平井啟二

武器：細劍

能力：無

通稱：『跋扈之名士』

東漢後將軍。袁紹之堂弟（實為同父異母的弟弟）。

出身四世三公之名門，愛勢貪財。

貪欲心重，雖擁玉璽稱皇帝，卻因惡政喪失民心。
【真．三國無雙7 Blast】
樊玉鳳

CV：齊藤梨繪

武器：刃弩

能力：

通稱：『艶美蝶花』

桂阳太守赵范的兄长之妻，和赵云有过亲事的寡妇。

具有柔和女性魅力的同时，还是一位拥有倾国之姿的美女，内心大胆奔放。
臧霸【宣高】

CV：吉田健司

武器：偃月刀

能力：

通稱：『神機将』

因其父拒絕太守的無理要求被陷罪，因而才起兵自立。

黃巾之亂時，臧霸投靠陶謙，立下不少戰功，之後與呂布同盟，成為呂布的大將。

後接受曹操的招安成為大將，並以勇名威震當世。

## 其他遊戲新角色

### 英傑傳
黎霞

CV：津田美波

武器：

能力：

通稱：

長年被封印在趙雲出生成長的村莊附近祠堂的少女。

在趙雲的友人雷斌造訪祠堂時，從長久的沉眠中覺醒。

沒有人知道她究竟是為什麼會長年被封印在此處，以及她究竟是什麼樣的存在...。
雷斌【師伯】

CV：古川慎

武器：散箭弩

能力：

通稱：

趙雲的老友，喜歡調查古代傳說與歷史文物的學者風青年。

在所居住的村莊附近的祠堂遇見被封印的少女黎霞，還解開了她的封印。

基於好奇心與為了追求真相而與黎霞及趙雲一同行動。

### 起源
紫鸞

CV：福山潤

《起源》的主角，“太平之要”的武者，被稱為“紫鸞”，因为师姐朱和之死，精神受到重创和打击，导致自己失忆。但還保留各種武器操作的記憶，玩家可以在遊戲內自取角色名。
朱和

CV：松嶌杏実

《起源》的女主角，“太平之要”的武者，主人公“紫鸞”的师姐，也是其师傅。坚毅美麗温婉，一直陪伴和關心着主人公的成长，可以说是亦师亦姐的人物，一直鼓励着主人公追寻内心真正的自我，找到真正的太平之道。
元化

CV：日向朔公

通稱：『云游四方的医者』

旅途中，主人公遇见了穿著与自己相似衣服的人，从而一瞥神秘的过去。

自己究竟是谁……？

最终，在冀州的深山中，主人公遇见了将会帮助自己寻找答案的云游四方的医者・元化。

一直幫助主人公尋找失落的記憶。
白鸞

CV：川島零士

《起源》的最终反派人物，“太平之要”的現任首领，後来移居北方大漠，一直潜伏在暗影中，为了维护世间太平，往往会为达目而不择手段，以纠正偏离正道之人。
神秘少年（南华老仙）

CV：川島零士

《起源》的人物，是一位鹤发童颜的仙人，也是西漢初年“太平之要”的開山鼻祖，曾经传授给张角法术。在本作故事中扮演引导者角色，经常以少年白鸞的面貌呈现在主人公面前，引导主人公寻找记忆，善於操縱超然神蹟。在三國裡尋找著真正的「英雄」。
司馬徽

CV：石川英郎（4代NPC）、？？？（起源）

人稱「水鏡先生」，诸葛亮、庞统、徐庶為其門生。

## 《真·三國無雙 Blast》專屬圖繪新武將名錄
| 勢力 | 武將           | 配音     | 得意武器 | 等級 |
| ---- | -------------- | -------- | -------- | ---- |
| 魏   | 滿寵【伯寧】*  | 青木崇   | 妖筆     | SR卡 |
| 魏   | 文聘【仲業】   | 古屋家臣 | 狼牙棒   | SR卡 |
| 魏   | 卞氏           |          |          | R卡  |
| 魏   | 曹節           |          |          | R卡  |
| 魏   | 曹洪【子廉】   |          |          | R卡  |
| 魏   | 曹真【子丹】   |          |          | N卡  |
| 魏   | 曹休【文烈】*  | 佐藤拓也 | 弓箭     | N卡  |
| 魏   | 王朗【景興】   |          |          | N卡  |
| 魏   | 華佗【元化】   |          |          | R卡  |
| 魏   | 曹植【子建】   |          |          | R卡  |
| 魏   | 崔氏           |          |          | R卡  |
| 魏   | 曹髦【彥士】   |          |          | R卡  |
| 魏   | 王經【彥緯】   |          |          | R卡  |
| 魏   | 毌丘儉【仲恭】 |          |          | N卡  |
| 魏   | 文欽【仲若】   |          |          | R卡  |
| 魏   | 曹爽【昭伯】   |          |          | N卡  |
| 魏   | 何晏【平叔】   |          |          | R卡  |
| 魏   | 張昌蒲         |          |          | R卡  |
| 魏   | 趙娥           |          |          | N卡  |
| 魏   | 朱靈【文博】   |          |          | N卡  |
| 魏   | 馬遵           |          |          | N卡  |
| 吳   | 朱桓【休穆】   |          | 戟       | SR卡 |
| 吳   | 吳國太         |          |          | R卡  |
| 吳   | 孫翊【叔弼】   |          |          | R卡  |
| 吳   | 徐氏           |          |          | R卡  |
| 吳   | 程普【德謀】*  | 谷昌樹   | 蛇矛     | R卡  |
| 吳   | 蔣欽【公奕】   |          |          | R卡  |
| 吳   | 徐盛【文嚮】*  | 新垣樽助 |          | R卡  |
| 吳   | 劉氏           |          |          | R卡  |
| 吳   | 孫魯班【大虎】 |          |          | R卡  |
| 吳   | 孫魯育【小虎】 |          |          | R卡  |
| 吳   | 袁姬           |          |          | N卡  |
| 吳   | 顧雍【元歎】   |          |          | R卡  |
| 吳   | 凌操           |          |          | R卡  |
| 吳   | 諸葛瑾【子瑜】 |          |          | R卡  |
| 吳   | 諸葛恪【元遜】 |          |          | N卡  |
| 吳   | 朱異【季文】   |          |          | R卡  |
| 吳   | 陸抗【幼節】   |          |          | R卡  |
| 吳   | 步闡【仲思】   |          |          | R卡  |
| 吳   | 虞翻【仲翔】   |          |          | N卡  |
| 吳   | 朱治【君理】   |          |          | N卡  |
| 吳   | 呂岱【定公】   |          |          | N卡  |
| 吳   | 賀齊【公苗】   |          |          | N卡  |

| 勢力 | 武將           | 配音     | 得意武器 | 等級 |
| ---- | -------------- | -------- | -------- | ---- |
| 蜀   | 夏侯姬*        | 御沓優子 | 雙扇     | SR卡 |
| 蜀   | 王平【子均】   |          |          | R卡  |
| 蜀   | 嚴顏【希伯】   |          |          | R卡  |
| 蜀   | 周倉【元福】*  | 澤城千春 |          | R卡  |
| 蜀   | 廖化【元儉】   |          |          | R卡  |
| 蜀   | 張翼【伯恭】   |          |          | N卡  |
| 蜀   | 諸葛氏         |          |          | R卡  |
| 蜀   | 王桃           |          |          | R卡  |
| 蜀   | 王悅           |          |          | R卡  |
| 蜀   | 迷當           |          |          | R卡  |
| 蜀   | 胡濟【偉度】   |          |          | R卡  |
| 蜀   | 費禕【文偉】   |          |          | R卡  |
| 蜀   | 馬良【季常】   |          |          | R卡  |
| 蜀   | 馬謖【幼常】   |          |          | R卡  |
| 蜀   | 李氏           |          |          | R卡  |
| 蜀   | 簡雍【憲和】   |          |          | N卡  |
| 蜀   | 糜芳【子方】   |          |          | N卡  |
| 蜀   | 傅士仁【君義】 |          |          | N卡  |
| 蜀   | 習氏           |          |          | N卡  |
| 蜀   | 黃皓           |          |          | N卡  |
| 晉   | 蔣班           |          |          | R卡  |
| 晉   | 焦彝           |          |          | R卡  |
| 晉   | 胡烈【玄武】   |          |          | R卡  |
| 晉   | 文虎           |          |          | R卡  |
| 晉   | 羊祜【叔子】   |          |          | R卡  |
| 晉   | 杜預【元凱】   |          |          | R卡  |
| 晉   | 賈南風         |          |          | R卡  |
| 晉   | 辛憲英*        | 下地紫野 |          | R卡  |
| 晉   | 辛敞【泰雍】   |          |          | N卡  |
| 他   | 董白*          | 大關英里 | 短鐵鞭   | SR卡 |
| 他   | 臧霸【宣高】   | 吉田健司 | 偃月刀   | SR卡 |
| 他   | 樊玉鳳         | 齊藤梨繪 | 刃弩     | SR卡 |
| 他   | 水鏡先生       |          | 雙劍     | SR卡 |
| 他   | 華雄*          | 太田健介 |          | R卡  |
| 他   | 高順           |          |          | R卡  |
| 他   | 袁術【公路】*  | 平井启二 |          | N卡  |
| 他   | 紀靈           |          |          | R卡  |
| 他   | 馮氏           |          |          | R卡  |
| 他   | 文醜           |          |          | R卡  |
| 他   | 顏良           |          |          | R卡  |
| 他   | 于吉           |          |          | R卡  |
| 他   | 花鬘           |          |          | R卡  |
| 他   | 何皇后         |          |          | R卡  |
| 他   | 張魯【公祺】   |          |          | N卡  |
| 他   | 馬騰【壽成】   |          |          | R卡  |
| 他   | 韓遂【文約】   |          |          | R卡  |
| 他   | 王允【子師】   |          |          | N卡  |
| 他   | 張繡           |          |          | N卡  |
| 他   | 鄒氏           |          |          | N卡  |
| 他   | 李傕【稚然】   |          |          | N卡  |
| 他   | 郭汜           |          |          | N卡  |
| 他   | 劉表【景升】   |          |          | N卡  |
| 他   | 黃祖           |          |          | N卡  |
| 他   | 嚴白虎         |          |          | N卡  |

有 * 者為真三國無雙8人物

## 非三國時期的角色（計20人）
信長（三國無雙登場）

聲優：岸野幸正

武器：長槍

《信長之野望》系列的客串武將，共用呂布模組，有別於後來無雙系列登場的同角色「織田信長」。
藤吉（三國無雙登場）

武器：日本刀

《太閣立志傳II》系列的客串武將，共用曹操模組，有別於後來無雙系列登場的同角色「豐臣/羽柴秀吉」。
伏羲（2、MRS、MR2 登場）

聲優：野島健兒（2）；安元洋貴（MR2）

武器：大劍（2、MR2）

中國神話中的上古君王，三皇之一。被尊為華夏民族的始祖。與女媧是兄妹也是夫妻的關係。仙界的居民。年輕的面貌搭配老將般的語調是其特徵，生來喜愛戰鬥，以強大的武力與俠氣而奮戰。武器為巨大的劍，釋放莫大的神力擊潰敵軍。具有強健體能的仙術，宛如超人般的境界。在2代和 MR2 不會作為 NPC 參與任何正篇的關卡，在XBOX 360版 MRS 作為客串武將提供3個任務和1個獎勵武器。
女媧（2、MRS、MR2 登場）

聲優：住友優子（2）；牧島有希（MR2）

武器：細劍（2、MR2）

三皇之一。與伏羲同為上古領袖、華夏民族始祖。仙界的居民。美艷而威嚴的樣貌，華麗的女戰士。對於自身的仙術與武藝有絕對自信，令人望塵莫及。諷刺且拐灣抹角的說話方式是其特徵，對於男性會顯現出嫌惡感。武器為刺突劍與小型盾牌，攻防兼備。擅長迷惑的仙術。在2代和 MR2 不會作為 NPC 參與任何正篇的關卡。在 XBOX 360版MRS 作為客串武將提供3個任務和1個獎勵武器。
始皇帝（MR2 登場）

聲優：小山力也

武器：符咒（MR2）

中國秦王朝第一位皇帝。本名嬴政。掃滅六國。MR2 的最終 BOSS。
項羽（MR2 登場）

聲優：田中一成

武器：雙刀（MR2）

西楚霸王。本名項籍，字羽。覆滅秦朝的始作俑者。其武勇天下無敵，中國歷史對其評價為：「羽之神勇，千古無二」。MR2 霸王篇登場。透過始皇帝之手與虞美人一起復活，爲了實現楚國復興而與曹操帶領的三國聯合軍交戰。
虞美人（MR2登場）

聲優：今野宏美

武器：大飛輪（MR2）

項羽的愛姬。貌美如花，喜好武藝。MR2霸王篇登場。爲了幫助項羽而與三國聯合軍交戰。在項羽陷入劣勢之時，求助始皇帝而獲得強化。
西王母|黃泉（MR2 登場）

聲優：鹽山由佳

武器：水晶（MR2）

瑤池金母。中國神話中女仙的首領。民間傳說的名字為楊回，字婉妗。MR2 妖仙篇登場。本來是蜀山中的女仙，後因始皇帝的力量導致靈魂分為善惡兩部份。其惡的靈魂成為黃泉，并與始皇帝軍聯手對抗劉備帶領的三國聯合軍。穆王用她的名字“楊回”稱呼她。玩家操作時以西王母狀態登場，覺醒時成為黃泉。
穆王（MR2 登場）

聲優：私市淳

武器：三爪圈（MR2）

西周的第六代天子。本名姬滿。MR2 妖仙篇登場。西王母為阻止黃泉而將其召喚。爲了守護西王母的靈魂黃泉，而與劉備等人敵對。
遠吕智、妲己、平清盛（MR 系列登場）

來自無雙OROCHI系列的客串武將，在 MR 系列作為隱藏 BOSS 登場。
三藏法師、孫悟空（MR2 登場）

來自無雙OROCHI系列的客串武將，玩家達到指定條件可以操作。在 MR2 不會作為 NPC 參與任何正篇關卡。
真田幸村、直江兼續、石田三成（V 登場）

來自戰國無雙系列的客串武將。
隼龍、綾音（MRS、V登場）、紅葉（MRS 登場）

來自忍者外傳系列及生死格鬥系列的客串角色。在PS3版MRS登場各提供3個任務以及1個獎勵武器。

## 自创武将声优列表

### 三国无双 7 帝国
内置声优（1 和 2）来自贤 Production（贤），而 DLC 声线（3 和 4）的声优属于 ArtsVision（A）。
| - 纯真 1 / 武士 2：畠中祐（贤） - 热血 1 / 寡言 1：相乐信赖（贤） - 乐天派 1 / 豪爽 1：高口公介（贤） - 唯美 1 / 寡言 2：菅原雅芳（贤） - 冷静 1 / 重镇 1：北田理道（贤） - 武士 1：樱井トオル（贤） - 老练 1 / 重镇 2：四宫豪（贤） - 纯真 2：斋藤绫（反串）（贤） - 热血 2 / 老练 2：乌丸祐一（贤） - 乐天派 2 / 豪爽 2：布施川一宽（贤） - 唯美 2 / 冷静 2：藤原贵弘（贤） - 纯真 3 / 冷静 3：大西弘祐（A） - 热血 3 / 重镇 3：国分和人（A） - 乐天派 3 / 豪爽 3：兼政郁人（A） - 唯美 3 / 武士 3：高杉义充（A） - 老练 3 / 热血 4：滨野大辉（A） - 寡言 3 / 冷静 4：岩崎了（A） - 纯真 4 / 唯美 4：井之上润（A） - 乐天派 4 / 重镇 4：田村健亮（A） - 热血 4 / 武士 4：武田幸史（A） - 老练 4 / 寡言 4：桑原敬一（A） | - 冷静 1 / 姑娘 2：斋藤绫（贤） - 天真无邪 1 / 妖艳 2：下山田绫华（贤） - 姑娘 1 / 活泼 2：稻川英里（贤） - 楚楚可怜 1 / 妖艳 1：相川奈都姬（贤） - 活泼 1 / 古风 2：末柄里惠（贤） - 好强 1 / 冷静 2：上田のりこ（贤） - 勇敢 1 / 楚楚可怜 2：鸡冠井美智子（贤） - 高傲 1 / 天真无邪 2：平井祥惠（贤） - 好强 2 / 高傲 2：ふしだ里穗*（贤） - 古风 1 / 勇敢 2：丸山有香（贤） - 天真无邪 3 / 冷静 4：一杉佳澄（A） - 姑娘 3 / 古风 3：一色まゆ（A） - 楚楚可怜 3 / 好强 4：谷口梦奈（A） - 活泼 3 / 高傲 4：中田沙奈枝（A） - 好强 3 / 勇敢 3：石井ゆかり（A） - 冷静 3 / 楚楚可怜 4：藤田曜子（A） - 妖艳 3 / 姑娘 4：笼濑千惠子（A） - 高傲 3 / 活泼 4：羽饲まり（A） - 天真无邪 4 / 古风 4：藤田彩（A） - 妖艳 4 / 勇敢 4：伊藤春香（A） |

职员表中打错为两个好强 1，截至 1.0.4 版仍未修复

## 資料來源
- 官方人氣角色投票網站 （页面存档备份，存于）
- . 電撃オンライン. 2011-03-08  [2016-02-09]. （原始内容存档于2013-06-06） （日语）.
- 全部真·三國無雙公式設定資料集
- 真·三国无双 7 帝国结局职员表
- Steam 上的真·三国无双 7 帝国（DW8E）DLC 自述文档

## 外部連結
- 真·三國無雙6官方網站 （页面存档备份，存于）
- 真·三國無雙6猛將傳官方網站 （页面存档备份，存于）